# Tasso naturale di disoccupazione
Il tasso naturale di disoccupazione è un concetto economico sviluppato particolarmente da Milton Friedman e Edmund Phelps negli anni sessanta. Esso rappresenta l'ipotetico tasso di disoccupazione coerente con il livello potenziale della produzione aggregata. Questo è il tasso di disoccupazione che l'economia raggiunge in assenza di frizioni temporanee come ad esempio un aggiustamento solo parziale dei prezzi nei mercati dei beni e del lavoro. Il tasso naturale di disoccupazione corrisponde quindi al tasso di disoccupazione che prevarrebbe secondo l'economia classica. Esso è determinato prevalentemente dall'offerta aggregata, e quindi dalle possibilità di produzione e dalle istituzioni economiche. Se ciò determina disallineamenti permanenti nel mercato del lavoro, oppure rigidità nei salari reali, allora il tasso naturale di disoccupazione può rappresentare anche una disoccupazione involontaria, dovuto a persone che pur cercando un lavoro non riescono a trovarlo.
Disturbi all'equilibrio del sistema economico (ad esempio, variazioni cicliche nell'ottimismo o pessimismo dei soggetti economici) fanno sì che la disoccupazione effettiva sia diversa da quella naturale, e sia determinata in parte da fattori di domanda aggregata secondo una visione keynesiana della determinazione del PIL. L'implicazione, dal punto di vista della politica economica, è che il tasso naturale di disoccupazione non può essere ridotto in modo permanente da politiche di controllo della domanda (inclusa la politica monetaria), mentre tali politiche possono giocare un ruolo nella stabilizzazione delle variazioni della disoccupazione effettiva.

Una riduzione del tasso naturale di disoccupazione, secondo questa teoria, deve essere ottenuta attraverso politiche strutturali dirette al lato dell'offerta dell'economia.

## Il tasso naturale di disoccupazione e la Curva di Phillips
Lo sviluppo della teoria del tasso naturale di disoccupazione arrivò negli anni sessanta quando gli economisti osservarono che la relazione prevista dalla curva di Phillips tra inflazione e disoccupazione cominciò a venir meno. Fino ad allora, era generalmente accettata l'esistenza di una relazione stabilmente negativa tra inflazione e disoccupazione. Ciò implicava che la disoccupazione potesse essere ridotta in modo permanente da politiche espansive della domanda, e quindi da un'inflazione più elevata.
Milton Friedman e Edmund Phelps criticarono questa idea su una base teorica, notando che se la disoccupazione fosse stata ridotta in modo permanente, qualche variabile economica reale (come i salari reali) sarebbe dovuta cambiare anch'essa in modo permanente. Il fatto che ciò dovesse accadere in conseguenza di un'inflazione più elevata, sembrava dovuto ad una sistematica irrazionalità del mercato del lavoro. Come notò Friedman, l'aumento dei salari prima o poi avrebbe uguagliato l'aumento dei prezzi dovuto all'inflazione, lasciando così i salari reali, e quindi la disoccupazione, invariati. Dunque, una disoccupazione più bassa poteva essere ottenuta fintantoché l'aumento dei salari e l'inflazione attesa fossero stati inferiori all'inflazione realizzata. Tale risultato non poteva che essere considerato temporaneo. Prima o poi, la disoccupazione sarebbe tornata al tasso determinato da fattori reali indipendenti dal tasso di inflazione. Secondo Friedman e Phelps, la Curva di Phillips era quindi verticale nel lungo periodo, e politiche di domanda espansive avrebbero causato soltanto inflazione, senza abbassare permanentemente la disoccupazione.
Milton Friedman enfatizzò gli errori nelle aspettative come la causa principale della differenza tra disoccupazione effettiva e disoccupazione naturale, mentre Edmund Phelps si concentrò più in dettaglio sulla struttura e le frizioni del mercato del lavoro, le quali avrebbero fatto sì che le variazioni nella domanda aggregata si sarebbero tradotte in inflazione e, con aspettative che si adattano lentamente, nel tasso di disoccupazione effettivo. Inoltre, le sue teorie fornirono spunti per capire per quale motivo il tasso naturale di disoccupazione sarebbe stato troppo alto (ovvero, per quale motivo la disoccupazione potrebbe essere strutturale o classica).

## Critiche
L’esistenza di un tasso naturale di disoccupazione è controversa nella scienza economica, e criticato in particolare dagli studiosi post-keynesiani ed “eterodossi”. Il concetto stesso di “naturale” viene respinto, in quanto si ritiene che in ambito economico non esiste un unico ordine immutabile, ma mutevoli configurazioni che dipendono dagli intenti politici e dalle forze sociali.Secondo Hirschman per es. l’inflazione è l’effetto di un “tiro alla fune”, ossia è la manifestazione di un conflitto distributivo in corso: si genera quando l’occupazione è elevata e quindi i lavoratori hanno potere contrattuale per chiedere e ottenere aumenti dei redditi. A ciò seguirà un aumento dei prezzi, e di conseguenza ulteriori aumenti retributivi, generando inflazione. Ma finché dura il tiro alla fune gli interessi dei lavoratori possono prevalere. Quando invece la disoccupazione è elevata, molti lavoratori non partecipano al gioco, sicché saranno gli imprenditori a vincere la partita, mantenendo bassi i salari. 
La disoccupazione infatti, come sosteneva Kalecki, ha un effetto disciplinante sul comportamento dei lavoratori. Secondo questa prospettiva, non esiste un livello di disoccupazione “naturale”, ma può sussistere un livello così elevato da provocare tra i lavoratori una situazione psicologica di scoraggiamento e incertezza, che disincentiva le rivendicazioni salariali; in assenza di aumenti salariali, l’inflazione resta contenuta.